# Quercus gracilenta
Quercus gracilenta — вид рослин з родини букових (Fagaceae), ендемік Китаю.

## Середовище проживання
Ендемік центрального Китаю.
Інформації про середовище існування мало, але, як і інші дуби в регіоні, ймовірно, трапляється в субтропічних або помірних гірських лісах.

## Загрози
Про загрози цьому виду невідомо.